# Adesmus guttatus
Adesmus guttatus es una especie de escarabajo longicornio del género Adesmus, categorizada en la tribu Hemilophini, de la subfamilia Lamiinae. Fue descrita por Galileo & Martins en 2005.

## Descripción
Mide 11,4 mm de longitud.

## Distribución
Se distribuye por Perú.